# Puchar Świata w łyżwiarstwie szybkim 1992/1993
Puchar Świata w łyżwiarstwie szybkim 1992/1993 był 8. edycją tej imprezy. Cykl rozpoczął się 28 listopada 1992 roku w stolicy Niemiec – Berlinie, a zakończył 14 marca 1993 roku w holenderskim Heerenveen.
Puchar Świata rozgrywano w 10 miastach, w 9 krajach, na 2 kontynentach. 
Wśród kobiet triumfowały: Chinka Ye Qiaobo na 500 m, Amerykanka Bonnie Blair na 1000 m oraz Niemka Gunda Niemann na 1500 m i w klasyfikacji 3000/5000 m. Wśród mężczyzn zwyciężali: Amerykanin Dan Jansen na 500 m, Białorusin Ihar Żalazouski na 1000 m, Holender Falko Zandstra wygrał na 1500 m, a jego rodak - Bart Veldkamp był najlepszy w klasyfikacji 5000/10 000 m.

## Medaliści zawodów

### Kobiety

#### Wyniki
| Data                 | Miejsce                                                      | Konkurencja                                                  | Zwycięzca                                                    | 2. miejsce                                                   | 3. miejsce                                                   |
| -------------------- | ------------------------------------------------------------ | ------------------------------------------------------------ | ------------------------------------------------------------ | ------------------------------------------------------------ | ------------------------------------------------------------ |
| 28–29 listopada 1992 | Berlin                                                       | 1500 m (28 listopada)                                        | Gunda Niemann                                                | Emese Hunyady                                                | Heike Warnicke                                               |
| 28–29 listopada 1992 | Berlin                                                       | 3000 m (28 listopada)                                        | Gunda Niemann                                                | Heike Warnicke                                               | Emese Hunyady                                                |
| 28–29 listopada 1992 | Berlin                                                       | 3000 m (29 listopada)                                        | Gunda Niemann                                                | Heike Warnicke                                               | Carla Zijlstra                                               |
| 5-6 grudnia 1992     | Karuizawa                                                    | 500 m (5 grudnia)                                            | Ye Qiaobo                                                    | Bonnie Blair                                                 | Catriona Le May                                              |
| 5-6 grudnia 1992     | Karuizawa                                                    | 1000 m (5 grudnia)                                           | Ye Qiaobo                                                    | Bonnie Blair                                                 | Seiko Hashimoto                                              |
| 5-6 grudnia 1992     | Karuizawa                                                    | 500 m (5 grudnia)                                            | Ye Qiaobo                                                    | Bonnie Blair                                                 | Kyōko Shimazaki                                              |
| 5-6 grudnia 1992     | Karuizawa                                                    | 1000 m (6 grudnia)                                           | Seiko Hashimoto                                              | Ye Qiaobo                                                    | Anke Baier                                                   |
| 5-6 grudnia 1992     | Helsinki                                                     | 1500 m (5 grudnia)                                           | Gunda Niemann                                                | Emese Hunyady                                                | Heike Warnicke                                               |
| 5-6 grudnia 1992     | Helsinki                                                     | 3000 m (5 grudnia)                                           | Gunda Niemann                                                | Heike Warnicke                                               | Emese Hunyady                                                |
| 5-6 grudnia 1992     | Helsinki                                                     | 5000 m (6 grudnia)                                           | Gunda Niemann                                                | Heike Warnicke                                               | Carla Zijlstra                                               |
| 12–13 grudnia 1992   | Seul                                                         | 500 m (12 grudnia)                                           | Ye Qiaobo                                                    | Bonnie Blair                                                 | Susan Auch                                                   |
| 12–13 grudnia 1992   | Seul                                                         | 1000 m (12 grudnia)                                          | Bonnie Blair                                                 | Anke Baier                                                   | Yoo Seon-hee                                                 |
| 12–13 grudnia 1992   | Seul                                                         | 500 m (13 grudnia)                                           | Ye Qiaobo                                                    | Kyōko Shimazaki                                              | Bonnie Blair                                                 |
| 12–13 grudnia 1992   | Seul                                                         | 1000 m (13 grudnia)                                          | Bonnie Blair                                                 | Christine Aaftink                                            | Seiko Hashimoto                                              |
| 16–17 stycznia 1993  | Davos                                                        | 500 m (16 stycznia)                                          | Ye Qiaobo                                                    | Susan Auch                                                   | Christine Aaftink                                            |
| 16–17 stycznia 1993  | Davos                                                        | 1500 m (16 stycznia)                                         | Natalja Połozkowa                                            | Emese Hunyady                                                | Heike Warnicke                                               |
| 16–17 stycznia 1993  | Davos                                                        | 1000 m (17 stycznia)                                         | Bonnie Blair                                                 | Ye Qiaobo                                                    | Christine Aaftink                                            |
| 16–17 stycznia 1993  | Davos                                                        | 3000 m (17 stycznia)                                         | Heike Warnicke                                               | Emese Hunyady                                                | Swietłana Bażanowa                                           |
| 22–24 stycznia 1993  | 90. mistrzostwa Europy w wieloboju 1993 – Heerenveen         | 90. mistrzostwa Europy w wieloboju 1993 – Heerenveen         | 90. mistrzostwa Europy w wieloboju 1993 – Heerenveen         | 90. mistrzostwa Europy w wieloboju 1993 – Heerenveen         | 90. mistrzostwa Europy w wieloboju 1993 – Heerenveen         |
| 6-7 lutego 1993      | 51. mistrzostwa świata w wieloboju kobiet 1993 – Berlin      | 51. mistrzostwa świata w wieloboju kobiet 1993 – Berlin      | 51. mistrzostwa świata w wieloboju kobiet 1993 – Berlin      | 51. mistrzostwa świata w wieloboju kobiet 1993 – Berlin      | 51. mistrzostwa świata w wieloboju kobiet 1993 – Berlin      |
| 27–28 lutego 1993    | 24. Mistrzostwa świata w wieloboju sprinterskim 1993 – Ikaho | 24. Mistrzostwa świata w wieloboju sprinterskim 1993 – Ikaho | 24. Mistrzostwa świata w wieloboju sprinterskim 1993 – Ikaho | 24. Mistrzostwa świata w wieloboju sprinterskim 1993 – Ikaho | 24. Mistrzostwa świata w wieloboju sprinterskim 1993 – Ikaho |
| 5-7 marca 1993       | Inzell                                                       | 3000 m (6 marca)                                             | Gunda Niemann                                                | Heike Warnicke                                               | Carla Zijlstra                                               |
| 5-7 marca 1993       | Inzell                                                       | 500 m (5 marca)                                              | Ye Qiaobo                                                    | Bonnie Blair                                                 | Yang Chunyuan                                                |
| 5-7 marca 1993       | Inzell                                                       | 1000 m (6 marca)                                             | Shiho Kusunose                                               | Ewa Borkowska                                                | Bonnie Blair                                                 |
| 5-7 marca 1993       | Inzell                                                       | 1500 m (7 marca)                                             | Gunda Niemann                                                | Swietłana Bażanowa                                           | Natalja Połozkowa                                            |
| 13–14 marca 1993     | Heerenveen                                                   | 500 m (13 marca)                                             | Ye Qiaobo                                                    | Bonnie Blair                                                 | Yoo Seon-hee                                                 |
| 13–14 marca 1993     | Heerenveen                                                   | 1000 m (13 marca)                                            | Shiho Kusunose                                               | Anke Baier Bonnie Blair                                      |                                                              |
| 13–14 marca 1993     | Heerenveen                                                   | 3000 m (13 marca)                                            | Gunda Niemann                                                | Heike Warnicke                                               | Emese Hunyady                                                |
| 13–14 marca 1993     | Heerenveen                                                   | 500 m (14 marca)                                             | Ye Qiaobo                                                    | Bonnie Blair                                                 | Yoo Seon-hee                                                 |
| 13–14 marca 1993     | Heerenveen                                                   | 1500 m (14 marca)                                            | Gunda Niemann                                                | Emese Hunyady                                                | Heike Warnicke                                               |
| 13–14 marca 1993     | Heerenveen                                                   | 5000 m (14 marca)                                            | Gunda Niemann                                                | Heike Warnicke                                               | Emese Hunyady                                                |

#### Klasyfikacje
| Lp. | Zawodnik             | Punkty |
| --- | -------------------- | ------ |
| 1.  | Ye Qiaobo            | 175    |
| 2.  | Bonnie Blair         | 152    |
| 3.  | Susan Auch           | 119    |
| 4.  | Yoo Seon-hee         | 116    |
| 5.  | Catriona Le May      | 107    |
| 6.  | Kyōko Shimazaki      | 98     |
| 7.  | Christine Aaftink    | 86     |
| 8.  | Anke Baier           | 80     |
| 9.  | Edel Therese Høiseth | 76     |
| 10. | Peggy Clasen         | 75     |

| Lp. | Zawodnik             | Punkty |
| --- | -------------------- | ------ |
| 1.  | Bonnie Blair         | 139    |
| 2.  | Anke Baier           | 115    |
| 3.  | Ye Qiaobo            | 108    |
| 4.  | Christine Aaftink    | 96     |
| 5.  | Seiko Hashimoto      | 85     |
| 5.  | Edel Therese Høiseth | 85     |
| 7.  | Sabine Völker        | 78     |
| 8.  | Yoo Seon-hee         | 77     |
| 9.  | Peggy Clasen         | 70     |
| 10. | Mihaela Dascălu      | 67     |

| Lp. | Zawodnik                 | Punkty |
| --- | ------------------------ | ------ |
| 1.  | Gunda Niemann            | 100    |
| 2.  | Emese Hunyady            | 88     |
| 3.  | Heike Warnicke           | 80     |
| 4.  | Swietłana Bażanowa       | 76     |
| 5.  | Natalja Połozkowa        | 69     |
| 6.  | Mihaela Dascălu          | 57     |
| 6.  | Annamarie Thomas         | 57     |
| 8.  | Bonnie Blair             | 54     |
| 9.  | Else Yttredal            | 49     |
| 10. | Ewa Borkowska-Wasilewska | 43     |

| Lp. | Zawodnik              | Punkty |
| --- | --------------------- | ------ |
| 1.  | Gunda Niemann         | 175    |
| 2.  | Heike Warnicke        | 157    |
| 3.  | Emese Hunyady         | 127    |
| 4.  | Carla Zijlstra        | 126    |
| 5.  | Swietłana Bażanowa    | 121    |
| 6.  | Elena Belci-Dal Farra | 111    |
| 7.  | Claudia Pechstein     | 91     |
| 8.  | Mie Uehara            | 81     |
| 9.  | Anja Mischke          | 55     |
| 10. | Jasmin Krohn          | 54     |

### Mężczyźni

#### Wyniki
| Data                 | Miejsce                                                      | Konkurencja                                                  | Zwycięzca                                                    | 2. miejsce                                                   | 3. miejsce                                                   |
| -------------------- | ------------------------------------------------------------ | ------------------------------------------------------------ | ------------------------------------------------------------ | ------------------------------------------------------------ | ------------------------------------------------------------ |
| 28–29 listopada 1992 | Berlin                                                       | 1500 m (28 listopada)                                        | Falko Zandstra                                               | Rintje Ritsma                                                | Roberto Sighel                                               |
| 28–29 listopada 1992 | Berlin                                                       | 5000 m (29 listopada)                                        | Bart Veldkamp                                                | Falko Zandstra                                               | Rintje Ritsma                                                |
| 5-6 grudnia 1992     | Karuizawa                                                    | 500 m (5 grudnia)                                            | Ihar Żalazouski                                              | Aleksandr Gołubiew                                           | Dan Jansen                                                   |
| 5-6 grudnia 1992     | Karuizawa                                                    | 1000 m (5 grudnia)                                           | Ihar Żalazouski                                              | Roland Brunner                                               | Yukinori Miyabe                                              |
| 5-6 grudnia 1992     | Karuizawa                                                    | 500 m (6 grudnia)                                            | Dan Jansen                                                   | Ihar Żalazouski                                              | Yukinori Miyabe                                              |
| 5-6 grudnia 1992     | Karuizawa                                                    | 1000 m (6 grudnia)                                           | Ihar Żalazouski                                              | Sean Ireland                                                 | Dan Jansen                                                   |
| 5-6 grudnia 1992     | Helsinki                                                     | 1500 m (5 grudnia)                                           | Rintje Ritsma                                                | Falko Zandstra                                               | Peter Adeberg                                                |
| 5-6 grudnia 1992     | Helsinki                                                     | 5000 m (6 grudnia)                                           | Falko Zandstra                                               | Bart Veldkamp                                                | Johann Olav Koss                                             |
| 12–13 grudnia 1992   | Seul                                                         | 500 m (12 grudnia)                                           | Dan Jansen                                                   | Siergiej Klewczenia                                          | Aleksandr Gołubiew                                           |
| 12–13 grudnia 1992   | Seul                                                         | 1000 m (12 grudnia)                                          | Ihar Żalazouski                                              | Wiktor Czupira                                               | Dan Jansen                                                   |
| 12–13 grudnia 1992   | Seul                                                         | 500 m (13 grudnia)                                           | Dan Jansen                                                   | Ihar Żalazouski                                              | Yasunori Miyabe                                              |
| 12–13 grudnia 1992   | Seul                                                         | 1000 m (13 grudnia)                                          | Ihar Żalazouski                                              | Yasunori Miyabe                                              | Wiktor Czupira                                               |
| 16–17 stycznia 1992  | Innsbruck                                                    | 500 m (16 stycznia)                                          | Siergiej Klewczenia                                          | Ihar Żalazouski                                              | Aleksandr Gołubiew                                           |
| 16–17 stycznia 1992  | Innsbruck                                                    | 1500 m (16 stycznia)                                         | Rintje Ritsma                                                | Ådne Søndrål                                                 | Peter Adeberg                                                |
| 16–17 stycznia 1992  | Innsbruck                                                    | 500 m (17 stycznia)                                          | Dan Jansen                                                   | Siergiej Klewczenia                                          | Ihar Żalazouski                                              |
| 16–17 stycznia 1992  | Innsbruck                                                    | 1000 m (17 stycznia)                                         | Siergiej Klewczenia                                          | Dan Jansen                                                   | Wiktor Czupira                                               |
| 16–17 stycznia 1992  | Innsbruck                                                    | 5000 m (17 stycznia)                                         | Johann Olav Koss                                             | Rintje Ritsma                                                | Andriej Muratow                                              |
| 22–24 stycznia 1993  | 90. mistrzostwa Europy w wieloboju 1993 – Heerenveen         | 90. mistrzostwa Europy w wieloboju 1993 – Heerenveen         | 90. mistrzostwa Europy w wieloboju 1993 – Heerenveen         | 90. mistrzostwa Europy w wieloboju 1993 – Heerenveen         | 90. mistrzostwa Europy w wieloboju 1993 – Heerenveen         |
| 6-7 lutego 1993      | Baselga di Pinè                                              | 500 m (6 lutego)                                             | Hiroyasu Shimizu                                             | Yasunori Miyabe                                              | Dan Jansen                                                   |
| 6-7 lutego 1993      | Baselga di Pinè                                              | 1000 m (6 lutego)                                            | Ihar Żalazouski                                              | Dan Jansen                                                   | Siergiej Klewczenia                                          |
| 6-7 lutego 1993      | Baselga di Pinè                                              | 500 m (7 lutego)                                             | Dan Jansen                                                   | Yasunori Miyabe                                              | Manabu Horii                                                 |
| 6-7 lutego 1993      | Baselga di Pinè                                              | 1000 m (7 lutego)                                            | Ihar Żalazouski                                              | Dan Jansen                                                   | Hiroyasu Shimizu                                             |
| 13–14 lutego 1993    | 87. mistrzostwa świata w wieloboju 1993 – Hamar              | 87. mistrzostwa świata w wieloboju 1993 – Hamar              | 87. mistrzostwa świata w wieloboju 1993 – Hamar              | 87. mistrzostwa świata w wieloboju 1993 – Hamar              | 87. mistrzostwa świata w wieloboju 1993 – Hamar              |
| 20–21 lutego 1993    | Göteborg                                                     | 1500 m (20 lutego)                                           | Ådne Søndrål                                                 | Rintje Ritsma                                                | Falko Zandstra                                               |
| 20–21 lutego 1993    | Göteborg                                                     | 5000 m (21 lutego)                                           | Bart Veldkamp                                                | Rintje Ritsma                                                | Johann Olav Koss                                             |
| 27–28 lutego 1993    | 24. Mistrzostwa świata w wieloboju sprinterskim 1993 – Ikaho | 24. Mistrzostwa świata w wieloboju sprinterskim 1993 – Ikaho | 24. Mistrzostwa świata w wieloboju sprinterskim 1993 – Ikaho | 24. Mistrzostwa świata w wieloboju sprinterskim 1993 – Ikaho | 24. Mistrzostwa świata w wieloboju sprinterskim 1993 – Ikaho |
| 5-7 marca 1993       | Inzell                                                       | 5000 m (5 marca)                                             | Bart Veldkamp                                                | Falko Zandstra                                               | Rintje Ritsma                                                |
| 5-7 marca 1993       | Inzell                                                       | 500 m (6 marca)                                              | Siergiej Klewczenia                                          | Dan Jansen                                                   | Yasunori Miyabe                                              |
| 5-7 marca 1993       | Inzell                                                       | 1000 m (6 marca)                                             | Dan Jansen                                                   | Ihar Żalazouski                                              | Arjan Schreuder                                              |
| 5-7 marca 1993       | Inzell                                                       | 500 m (7 marca)                                              | Dan Jansen                                                   | Yasunori Miyabe                                              | Sean Ireland                                                 |
| 5-7 marca 1993       | Inzell                                                       | 1500 m (7 marca)                                             | Peter Adeberg                                                | Arjan Schreuder                                              | Rintje Ritsma                                                |
| 13–14 marca 1993     | Heerenveen                                                   | 500 m (13 marca)                                             | Aleksandr Gołubiew                                           | Siergiej Klewczenia Ihar Żalazouski                          |                                                              |
| 13–14 marca 1993     | Heerenveen                                                   | 1000 m (13 marca)                                            | Ihar Żalazouski                                              | Dan Jansen                                                   | Arjan Schreuder                                              |
| 13–14 marca 1993     | Heerenveen                                                   | 5000 m (13 marca)                                            | Johann Olav Koss                                             | Bart Veldkamp                                                | Falko Zandstra                                               |
| 13–14 marca 1993     | Heerenveen                                                   | 500 m (14 marca)                                             | Siergiej Klewczenia                                          | Dan Jansen                                                   | Kim Yun-man                                                  |
| 13–14 marca 1993     | Heerenveen                                                   | 1500 m (14 marca)                                            | Johann Olav Koss                                             | Arjan Schreuder                                              | Peter Adeberg                                                |
| 13–14 marca 1993     | Heerenveen                                                   | 10 000 m (14 marca)                                          | Johann Olav Koss                                             | Bart Veldkamp                                                | Kjell Storelid                                               |

#### Klasyfikacje
| Lp. | Zawodnik            | Punkty |
| --- | ------------------- | ------ |
| 1.  | Dan Jansen          | 229    |
| 2.  | Siergiej Klewczenia | 210    |
| 3.  | Ihar Żalazouski     | 196    |
| 4.  | Yasunori Miyabe     | 186    |
| 5.  | Aleksandr Gołubiew  | 183    |
| 6.  | Yukinori Miyabe     | 127    |
| 7.  | Sean Ireland        | 126    |
| 8.  | Wiktor Czupira      | 109    |
| 9.  | Manabu Horii        | 96     |
| 10. | Kim Yun-man         | 91     |

| Lp. | Zawodnik            | Punkty |
| --- | ------------------- | ------ |
| 1.  | Ihar Żalazouski     | 200    |
| 2.  | Dan Jansen          | 169    |
| 3.  | Siergiej Klewczenia | 126    |
| 4.  | Wiktor Czupira      | 113    |
| 5.  | Roland Brunner      | 109    |
| 6.  | Sean Ireland        | 107    |
| 7.  | Sylvain Bouchard    | 91     |
| 8.  | Yukinori Miyabe     | 88     |
| 9.  | Gerard van Velde    | 86     |
| 10. | Nico van der Vlies  | 75     |

| Lp. | Zawodnik           | Punkty |
| --- | ------------------ | ------ |
| 1.  | Rintje Ritsma      | 112    |
| 2.  | Peter Adeberg      | 101    |
| 3.  | Falko Zandstra     | 98     |
| 4.  | Arjan Schreuder    | 93     |
| 5.  | Ådne Søndrål       | 76     |
| 6.  | Johann Olav Koss   | 61     |
| 6.  | Markus Tröger      | 61     |
| 8.  | Tōru Aoyanagi      | 60     |
| 9.  | Michael Hadschieff | 58     |
| 10. | Bart Veldkamp      | 50     |

| Lp. | Zawodnik          | Punkty |
| --- | ----------------- | ------ |
| 1.  | Bart Veldkamp     | 141    |
| 2.  | Johann Olav Koss  | 133    |
| 3.  | Rintje Ritsma     | 109    |
| 4.  | Falko Zandstra    | 99     |
| 5.  | Kjell Storelid    | 86     |
| 6.  | Jaromir Radke     | 84     |
| 7.  | Jewgienij Sanarow | 81     |
| 8.  | Kazuhiro Satō     | 79     |
| 9.  | Steinar Johansen  | 77     |
| 10. | Thomas Bos        | 52     |
| 10. | Markus Tröger     | 52     |